# Zvon svobody

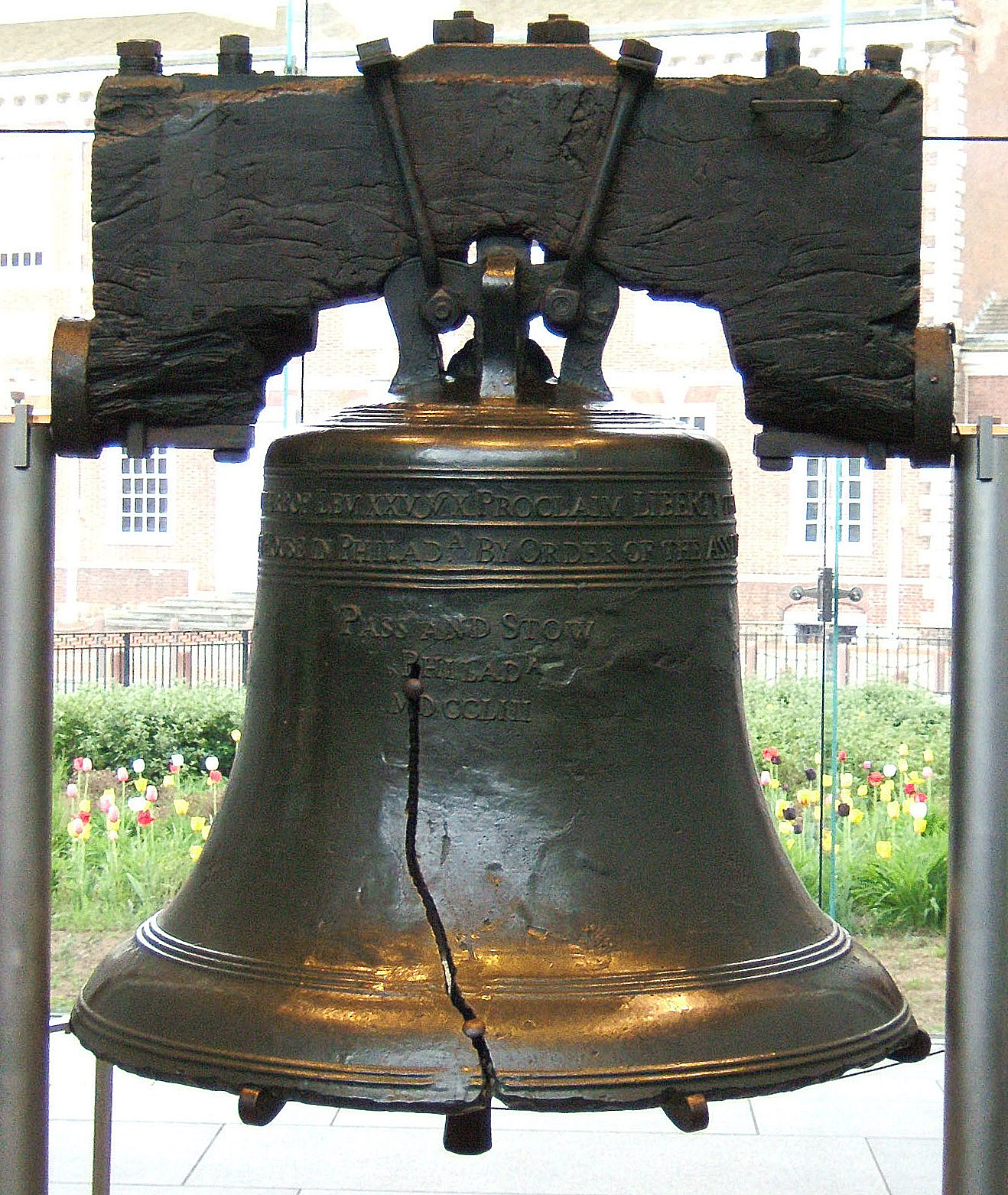
Zvon Svobody

Zvon Svobody (angl. The Liberty Bell) nebo zvon Nezávislosti (angl. The Independence Bell), původně nazývaný Old State House Bell, je americký zvon umístěný v centru zvonu Svobody ve Filadelfii ve státě Pensylvánie. Je to symbol svobody a nezávislosti Spojených států amerických. Byl odlit v letech 1751–1752 a jeho zvonění v roce 1776 potvrdilo vyhlášení nezávislosti Spojených států amerických.

## Popis
Zvon byl odlit v nejstarší britské slévárně zvonů White Chapel Bell Foundry v Londýně.
Je zhotoven z bronzu o obsahu 70 % mědi, 20 % cínu, 10 % ostatních kovů. Rozměry: výška 1,2 metru, šířka 1,16 metru, obvod věnce 3,7 metru a obvod koruny 2,3 metru. Jeho hmotnost je 940 kg.
Na věnci má nápis kapitálou: PROCLAIM LIBERTY THROUGHOUT ALL THE LAND UNTO ALL THE INHABITANTS THEREOF LEV. XXV. V X. BY ORDER OF THE ASSEMBLY OF THE PROVINCE OF PENSYLVANIA FOR THE STATE HOUSE IN PHILADA/.
Na plášti je nápis: PASS AND STOW PHILADA/MDCCLIII.

## Historie
Zvon Svobody byl původně zavěšen ve spodním patře dřevěné věže historické budovy Síně nezávislosti (Independence Hall) ve Filadelfii. Po jejím nahrazení věží cihlovou v 80. letech 18. století byl zvon vyzdvižen tam. Protože praskl, byl u příležitosti oslav 100. výročí nezávislosti Spojených států nahrazen výročním zvonem, nazvaným Centennial Bell, který byl odlit pro jubilejní výstavu v roce 1876 (Centennial Exposition) a visí v kupoli věže z roku 1828. Zvon Svobody byl od 50. let 19. století do roku 1976 umístěn v přízemí. Roku 1976 byl přemístěn na protější chodník ulice a roku 2003 tam pro něj byl postaven prosklený pavilón s informačním střediskem Liberty Bell Center.

## Repliky a jiné americké zvony
V severní Americe dlouho chyběla tradice užívání velkých chrámových zvonů i tradice odlévání zvonů, proto zvon Svobody zůstával až do 20. století největším zvonem ve Spojených státech amerických. Nizozemští přistěhovalci šířili oblibu zvonohry, v níž bývají zastoupeny menší zvony. Až roku 1950 bylo pro různá americká města odlito 53 replik zvonu Svobody, které jsou zpravidla umístěny jako pomníky na zemi, nikoliv ve věžích. V současné době největší zvon v USA, "Bourdon" o spodním průměru 3,1 metru a váze 20 tun, je součástí zvonohry newyorského baptistického chrámu Riverside Church, byl odlit v roce 1929. Američané ho označují za největší zvon na světě.. Druhý v pořadí, o váze 5,5 tuny, byl odlit teprve v roce 1985 pro Centralia Tower ve městě Centralia ve státě Illinois.